# Состояние Аватара
«Состояние Аватара» (англ. The Avatar State) — первый эпизод второго сезона американского мультсериала «Аватар: Легенда об Аанге».

## Сюжет
Аангу снится сон, в котором он видит себя со стороны в состоянии Аватара, и мальчик пугается. Он просыпается от кошмара и выходит на палубу корабля. Катара разговаривает с ним, и он высказывает ей свой страх. На утро учитель Пакку даёт Катаре амулет с водой из духовного оазиса, а Аангу — свитки магии воды, и команда летит на восток к Царству Земли к генералу Фонгу, который даст им провожатых до Омашу, чтобы Аватар учился магии земли у царя Буми. Дяде Айро делают массаж, а Зуко «празднует» третью годовщину своего изгнания из страны Огня. Корабль с Азулой подплывает к порту, и принцесса внушает страх своим слугам. Команда Аватара прибывает к Фонгу, и генерал предлагает Аангу сразиться с Хозяином Огня, войдя в состояние Аватара. Они отказываются, так как у них уже есть свой план по обучению всем стихиям, и тогда Фонг показывает Аангу вернувшихся с войны солдат, давя на мысль о бессмысленности кровопролития. Он просит Аватара подумать.
Азула практикует покорение молний, доводя свои навыки до совершенства. Дядя Айро слышит гром и просыпается. Ночью Аанг говорит генералу, что согласен, а потом рассказывает об этом друзьям. Катара его не одобряет, а Сокка поддерживает. На следующий день Фонг пытается разными мирными способами ввести Аанга в состояние Аватара, но ничего не выходит. Азула навещает брата и дядю, обращаясь к первому как к «Зу-зу», что раздражает самого Зуко, и сообщает, что отец сожалеет о том, что он изгнал сына, и то, что он ждёт его дома (разумеется, Азула врала насчет сожалений отца). Она говорит, что ждёт ответа по их решению до завтра. Вечером Катара общается с Аангом, вспоминая, как в Южном храме воздуха он переживал из-за найденного скелета монаха Гиатсо и вошёл в состояние Аватара. Девушка говорит, что ей было больно видеть его страдания, и она завтра не придёт смотреть на него. Тем временем Айро справедливо подверг сомнению слова Азулы, что его брат Озай на самом деле простил сына, ведь тот никогда ни о чём не сожалел. Зуко разозлился и оскорбил дядю из-за этого. Аангу снова снится кошмар, и он решает оставить затею генерала.
Утром дядя всё же решает отправиться с племянником домой, а Аанг говорит Фонгу, что не станет исполнять задуманное. Он говорит, что входит в состояние Аватара только при угрозе, и тогда генерал нападает на него. Аанг не хочет драться с ним и его солдатами и уклоняется от их атак. Зуко и Айро подходят к кораблю, причём Айро с самого начала подозревал об истинных намерениях племянницы, и капитан велит отчаливать, проболтавшись, что они везут их как пленников, тем самым полностью сорвав план Азулы. Зуко и Айро начинают сражаться с солдатами нации Огня. Катара слышит грохот и бежит посмотреть, что с Аангом. Сокка говорит, что генерал обезумел, и девушка помогает Аватару. Генерал решает угрожать ей, чтобы спровоцировать Аанга войти в состояние Аватара. Фонг сжимает Катару в земле. Аанг умоляет его остановиться, но генерал окончательно опускает девушку под землю. В ярости Аанг входит в состояние Аватара. Айро без труда справляется с магами огня, а Зуко тем временем безуспешно сражается с сестрой. Она дразнит его словами отца о том, что он неудачник, а потом хочет выпустить молнию, чтобы прикончить его, но дядя спасает племянника, перенаправляя молнию к горе, и сбрасывает Азулу с корабля. Генерал кричит Аангу, что Катара в безопасности, возвращая её, но Аватар не слушает и разносит всю деревню. Дух Аанга вылетает из тела, и Року рассказывает ему, что состояние Аватара — защитный механизм, наделяющий его навыками всех предыдущих воплощений. Однако он также говорит, что это самое уязвимое состояние, ведь если Аанга убьют в нём, то цикл перерождений прекратится, и Аватар исчезнет навсегда. Аанг возвращается в своё тело и с сильным сожалением видит, что он натворил. Генерал же доволен и хочет научиться контролировать его, и Сокка вырубает Фонга. Команда отказывается от провожатого до Омашу и летит самостоятельно. Азула объявляет брата и дядю в розыск, а Зуко и Айро тем временем бегут по лесу. У реки они обрезают свои волосы кинжалом, символизируя новую жизнь — изгнанников, неспособных вернуться домой.

## Отзывы

Динамика оценок IGN к эпизодам 2 сезона мультсериала

Тори Айрленд Мелл из IGN поставил серии оценку 10 из 10 и написал, что «был настолько поглощён этим эпизодом, что, смотря его в самолёте, летевшем в Лас-Вегас, не повиновался командам выключить все электронные устройства». Критику «очень понравилась серия, в которой генерал Царства Земли пытается ввести Аанга в состояние Аватара». В конце рецензент «снял шляпу» перед этим эпизодом и написал, что это та серия, «которую стоит скачивать и смотреть снова и снова».
Хайден Чайлдс из The A.V. Club написал, что «было бы преуменьшением назвать Азулу умной, злой и совершенно безжалостной, потому что эти слова не могут передать её особую гениальность». Критик отметил финальную сцену, в которой «Зуко и Айро отрезают свои верхние узлы [на голове]». Он продолжил, что «даже без объяснения подтекст очевиден: узелки — знак королевской власти нации Огня, а Зуко и Айро находятся в бегах».